# Satoko Suetsuna
Satoko Suetsuna (jap. 末綱聡子 Suetsuna Satoko; ur. 30 stycznia 1981 w Ōita) – japońska badmintonistka, brązowa medalistka Mistrzostw Świata 2011 w grze podwójnej, olimpijka z Pekinu i Londynu.